# العلم الرئاسي السوري
العلم الرئاسي السوري، هو العلم الذي يُمثِّل رئيس سوريا بصفته رأس الدولة، ورئيس الحكومة، والقائد العام للقوات المسلّحة، ويُستخدم في حضوره أثناء مباشرة مهام عمله.

## الاستخدام
العلم الرئاسي السوري هو نفسه العلم الوطني. ويوضع العلم خلف الرئيس على يمينه أثناء جلوسه، وكذلك على رفرف سيارته خلال مباشرة مهام عمله.

## التاريخ
يعود استخدام العلم الرئاسي الحالي إلى عام 1941، وكانت النسخة الأصلية تشبهه في التصميم، ولكن كانت النجوم أصغر وتوزعها متساو بما يتماشى مع علم الاستقلال السوري. وقد ألغي العمل به بعد قيام الجمهورية العربية المتحدة إثر الوحدة مع مصر الناصرية، ثم أعيد اعتماده في عام 1961 بعد استعادة الجمهورية السورية الثانية. غُيِّر العلم الرئاسي مجددًا بعد انقلاب عام 1963 الذي أدّى إلى استيلاء حزب البعث على السلطة، حيث غُيّرت ألوان العلم وجُعلت نجومه الثلاث خضراء بدلًا من النجوم الحمراء الثلاث التي تظهر في علم الاستقلال السوري الأصلي، كما استبدال الشريط العلوي الأخضر بالأحمر.
عُدّل علم الرئاسة مجددًا في عام 1972 مع تأسيس اتحاد الجمهوريات العربية مع مصر وليبيا، والذي احتفظ برموزه وعلمه بعد انحلاله. وفي عام 1980، اعتمد حافظ الأسد علم رئاسي جديد، وهو نسخة معدلة من العلم الرئاسي للجمهورية العربية المتحدة بتناسب 1:1.
وبعد سقوط نظام الأسد إثر فرار بشار الأسد إلى موسكو، أُعيد اعتماد العلم الرئاسي الأصلي لسوريا، والذي استُخدم خلال الفترة الممتدة من عام 1941 حتى عام 1958، وفي الفترة الممتدة من عام 1961 حتى عام 1963، ولكنه يختلف عن العلم الأصلي في أن حجم النجوم أكبر بقليل مه تباعدها على نحو غير متساو.

## معرض الصور

العلم الرئاسي (1941-1958)
العلم الرئاسي (1958-1961)
العلم الرئاسي (1961-1963)
العلم الرئاسي (1963-1972)
العلم الرئاسي (1972-1980)
العلم الرئاسي (1980-2024)
العلم الرئاسي (2025-الآن)